# Rhizoprionodon terraenovae
Rhizoprionodon terraenovae е вид акула от семейство Сиви акули (Carcharhinidae). Възникнал е преди около 33,9 млн. години по времето на периода палеоген. Видът не е застрашен от изчезване.

## Разпространение и местообитание
Разпространен е в Канада, Мексико и САЩ (Алабама, Вирджиния, Делауеър, Джорджия, Кънектикът, Луизиана, Масачузетс, Мейн, Мериленд, Мисисипи, Ню Джърси, Ню Хампшър, Род Айлънд, Северна Каролина, Тексас, Флорида и Южна Каролина).
Обитава крайбрежията и пясъчните дъна на полусолени водоеми, океани, морета и заливи в райони с тропически, умерен и субтропичен климат. Среща се на дълбочина от 10 до 280 m, при температура на водата от 11,6 до 27,3 °C и соленост 32,9 – 36,5 ‰.

## Описание
На дължина достигат до 1,1 m, а теглото им е не повече от 7250 g.
Продължителността им на живот е около 10 години.